# کایل دیویس (بازیکن تنیس روی میز)
کایل دیویس (انگلیسی: Kyle Davis؛ زادهٔ ۱۸ ژانویهٔ ۱۹۸۹) یک بازیکن تنیس روی میز اهل استرالیا است.